# Prêmios Globo de Ouro de 1950

Prêmios Globo de Ouro de 1950

 16 de março de 1950
Filme - Drama:
All the King's Men
Prêmios Globo de Ouro 

← 1949  ·  1951 →
Os Prêmios Globo de Ouro de 1950 (no original, em inglês, 7th Golden Globe Awards) honraram os melhores profissionais de cinema e televisão, filmes e programas televisivos de 1949. Os candidatos nas diversas categorias foram escolhidos pela Associação de Imprensa Estrangeira de Hollywood (AIEH).

## Vencedores e nomeados

### Melhor filme de drama
- All the King's Men
  - Come to the Stable

### Melhor ator em filme de drama
- Broderick Crawford – All the King's Men
  - Richard Todd – The Hasty Heart

### Melhor atriz em filme drama
- Olivia de Havilland – The Heiress

### Melhor ator coadjuvante
- James Whitmore – Battleground
  - David Brian – Intruder in the Dust

### Melhor atriz coadjuvante
- Mercedes McCambridge – All the King's Men
  - Miriam Hopkins – The Heiress

### Melhor direção
- Robert Rossen – All the King's Men
  - William Wyler – The Heiress

### Melhor roteiro
- Robert Pirosh – Battleground
  - Walter Doniger – Rope of Sand

### Melhor trilha sonora original
- Johnny Green – The Inspector General
  - George Duning – All the King's Men

### Melhor filme estrangeiro
- Ladri di biciclette ( Itália)
  - The Fallen Idol ( Reino Unido)

### Melhor cinematografia em preto e branco
- Franz F. Planer – Champion
  - Burnett Guffey – All the King's Men

### Melhor cinematografia em cores
- Walt Disney – The Adventures of Ichabod and Mr. Toad
  - Harold Rosson – On the Town

### Melhor filme promovendo a compreensão internacional
- The Hasty Heart
  - Monsieur Vincent

### Melhor revelação masculina
- Richard Todd – The Hasty Heart
  - Juano Hernandez – Intruder in the Dust

### Melhor revelação feminina
- Mercedes McCambridge – All the King's Men
  - Ruth Roman – Champion